# محمود سعيد (روائي)
محمود سعيد  (مواليد 1939) كاتب وقاص وروائي عراقي، كتب أكثر من عشرين رواية ومجموعة قصص، وله كتابان في التاريخ وقواعد اللغة العربية غير مطبوعين، بدأ بكتابة القصة القصيرة في سن مبكرة، حاز على جائزة القصة القصيرة في جريدة فتى العراق سنة 1956م، وأصدر مجموعة قصص قصيرة: بورسعيد وقصص أخرى في عام 1957، أتلفت سلطة انقلاب الثامن من شباط 1963 روياتين له، ومنعت روايتاه الإيقاع والهاجس سنة 1968، وزنقة بن بركة 1970، من النشر، ظل ممنوعاً من النشر في العراق من قبل مديرية الشؤون الثقافية في بغداد، والتي منعت له روايتين «الطعنة» عام 2008، ورواية «وادي الغزلان» عام 2010.

## حياته
ولد في الموصل سنة 1939، اعتقل سنة 1962 لثلاثة أشهر، و 1963 لمدة سنة ويوم واحد، وفصل من العمل ثلاث سنوات، ذهب إلى المغرب، وعمل هناك، ثم اعتقل 1980 لبضعة أشهر سنة 1980، وكتب بعد الاعتقال رواية «أنا الذي رأى»، وتعرض للتوقيف أكثر من ثلاث مرّات، وللاستجواب والاحتجاز مرات عديدة، سافر سنة 1985 للعمل في دول الخليج العربي، وفي سنة 1999 هاجر إلى الولايات المتحدة، عمل مدرساً للغة العربية في العراق والمغرب، وقام بإلقاء محاضرات في اللغة العربية والخط في جامعة دي بول في شيكاغو، الولايات المتحدة، وهو عضو في ملتقى الروح الثقافي، منع من النشر في العراق، فلم يصدر له هناك إلا مجموعة قصص قصيرة: بور سعيد وقصص أخرى سنة 1957.

## المؤلفات
- 1955 البندقية المشؤومة. قصة قصيرة. جائزة فتى العراق.[6]
- 1957 بورسعيد وقصص أخرى. مجموعة قصص. بغداد. هناك نسخة واحدة في المكتبة الوطنية في بغداد.[7]
- 1955 الإضراب. رواية. "إضراب القصابين. الموصل. مخطوطة مودعة لدى اتحاد الأدباء العراقيين. أتلفت بعد انقلاب الثامن من شباط 1963.
- 1963 «شباط» قضية قديمة. رواية. بغداد. نشرها اتحاد الأدباء العراقيين، لكنها أتلفت بعد الانقلاب.[8]
- 1968 الإيقاع والهاجس. منعت من النشر حينئذ، ثم نشرت في سوريا. دمشق. دار المدى.[8]
- 1970 رواية زنقة بن بركة الحاصلة على جائزة وزارة الإعلام سنة 1994.[3] نشرت في القاهرة سنة سنة 1987، ونشرت في دار الكرمل. عمان - الأردن -ط1 1993، ط2 في عام 1995.[3] ثم في دار الآداب. سنة 1997.[9]
- 1981 أنا الذي رأى. رواية. حذفت الرقابة السورية منها فصلين، ثم رفضت نشرها، ثم نشرت في سوريا تحت وساطة مهمة، في سنة 1995. دار المدى سوريا.[10] وفي سنة 2003 صدرت الترجمة الإنكليزية لها بعنوان "SADDAM CITY". دار الساقي. لندن.[11]
- وفي سنة:2005 صدرت الترجمة الإيطالية بعنوان "SADDAM CITY"أيضاً، وفي سنة 2006 نشرت كاملة بالعربية في دار الهلال. وفي سنة 2008 اختار موقع librarything في نيويورك 192 رواية كأفضل ما كتب في منذ (دون كيخوتي (سرفانتس) وحتى الآن.[12] وذكرت الرواية نفسها في موقع عديدة منها موقع القارئ الجيد كإحدى أفضل الروايات في العالم.[13]

- 1996 نهاية النهار. جائزة نادي القصة. القاهرة 1996، أنت تحت عنوان «هل انتهت الحرب» رواية. دار الحياة. بيروت.[14]
- 1997 طيور الحب.. والحرب. مجموعة قصص. دار سينا. القاهرة.[15]
- 1998 الموت الجميل. رواية. دمشق. دار المدى.[16]
- 1999 شجاعة امرأة. جائزة الشيخة فاطمة. قصة أطفال صغيرة.[17]
- 1999 قبل الحب، بعد الحب. رواية. دمشق. دار المدى.[18]
- 2003 الضالان. رواية. دار الآداب. بيروت. وفي سنة 2006 ترجمت الضالان إلى الإنكليزية باسم: “TWO LOST SOULS” " شيكاغو.[19]
- 2005 المنسدح. مجموعة قصص. القاهرة.[20]
- 2006الدنيا في أعين الملائكة. رواية. دار ميري القاهرة.[21]
- 2008 قصتان قصيرتان مترجمتان إلى الإنكليزية في مجموعة قصص صدرت في الولايات المتحدة، ترجمة الدكتور شاكر مصطفى، أستاذ جامعة بوسطن.[22]
- 2008 بنات يعقوب. رواية. دار فضاءات. عمان. الأردن.
- 2008 ثلاثية شيكاغو. دار آفاق. القاهرة.
- 2009- اختارت منظمة الأمم المتحدة 37 كاتباً من العالم كله، (من بينهم من حاز جائزة نوبل) للكتابة عن ميثاق حقوق الإنسان، بمناسبة ذكرى صدروه الستين، في المملكة المتحدة بمناسبة مرور 60 عاماً على قيامها، وصدرت مجموعة القصص في أب August 2009 في ادنبرة. بريطانيا، ثم في كندا والولايات المتحدة، وترجمت إلى غير لغة كالإسبانية والتركية، ومن المحتمل أن تنشر مترجمة في أكثر من عشرين لغة في العالم. كانت مساهمة محمود سعيد قصة بعنوان جند السماء.[23]
- 2009 الجندي والخنازير. مجموعة قصص. دار فضاءات. عمان.
- 2009 مساء باريس. مجموعة قصص. دار فضاءات. عمان.
- 2010 الطعنة (رواية) دار فضاءات. عمان. الأردن.
- 2010 الشاحنة. رواية. دار شمس. القاهرة.
- 2011 وادي الغزلان. المؤسسة العربية للدراسات والنشر، عمان، الأردن. بيروت، لبنان.
- 2011 نطة الضفدع. دار الغاوون. بيروت لبنان.
- 2012- The World Through the Eyes of Angels الدنيا في أعين الملائكة باللغة الإنجليزية. دار نشر سيراكيوز. نيويورك.
- 2012 فوهة في الفضاء. دار شرق غرب. بيروت لبنان.
- 2012 مستعمرة العظاءات. مترجمة إلى الإنكليزية ومنشورة في مجلة عريقة «العالم هذا اليوم» ومرشحة لقائمة البوش كارت.
- 2013 قصة الحب والمظاهرة. مترجمة إلى الإنكليزية ومنشورة في مجلة مرموقة«قطار بروكلين» ومرشحة لقائمة البوش كارت
- 2013 زنقة بن بركة مترجمة ومنشورة بعنوان Ben Barka Lane. www.interlinkbooks.com. Jone 1st
- 2013 صيد البط البري. دار ضفاف. قطر/ بيروت.
- 2015 فوهة في الفضاءبالانكليزية. جامعة تكساس.
- 2016- 8 يوليو، بكين «الصين» عظيما آسيا
- 2016 - 13 تشرين الأول، مقابلة
- 2016 - 26 تشرين الثاني / نوفمبر، صحيفة نيويورك تايمز نشرت مقالاً لمحمود سعيد
- 2016 - 30 تشرين الثاني / نوفمبر، صحيفة «نيويورك تايمز» نشرت مقالاً تذكّرت فيه ما تم تسميته محمود سعيد في روايته «مدينة صدام» بسبب المآسي في العراق.
- 2017- لست الأول. (لستَ الأول) (أنت لست الأول - دار ضفاف). رقم التوثيق العراقي.
- 2017- هزائم وانتصارات. رواية. دار الشؤون الثقافية. «وزارة الثقافة». بغداد. كانون الأول 2017.
- 2018- الساحر. مجموعة من القصص.دار ضفاف. قطر بغداد.

## الجوائز
1. جائزة أفضل قصة قصيرة: (البندقية المشؤومة) 1956. جريدة فتى العراق. الموصل العراق.[17]
2. جائزة وزارة الإعلام لأفضل رواية: (زنقة بن بركة 1993) بغداد العراق.
3. جائزة نادي القصة المصرية للرواية: (هل انتهت الحرب. نهاية النهار) 1966- القاهرة
4. جائزة القصة القصيرة –أطفال- الشيخة فاطمة. أبو ظبي. الإمارات العربية المتحدة.
5. جائزة أفضل رواية مترجمة للإنكليزية: «الدنيا في أعين الملائكة» تشرين الثاني «نوفمبر» 2010.

## وصلات خارجية
- مقابلة مع مؤسسة جذور الثقافية
- حوار مع مركز النور